# Ik zeg niets
Ik zeg niets is een nummer van het Nederlandse muziekduo Acda en De Munnik uit 2024.
Het fictieve personage Herman, die ook de hoofdrol speelde in de klassiekers Als het vuur gedoofd is en Het regent zonnestralen, maakt in dit nummer zijn rentree. Thomas Acda kwam met het idee om Herman terug te laten keren. "Het leek me ontzettend geestig. Ineens dacht ik: het lijkt me zo grappig dat je de karakters die je ooit verzonnen hebt - dus die helemaal niet bestaan - dat je die weer tegenkomt en dat ze verhaal komen halen over wat je over ze verzonnen hebt," aldus Acda. Het nummer werd een kleine radiohit in Nederland en bereikte de 11e positie in de Tipparade.

## Tracklijst
Muziekdownload
1. "Ik zeg niets" - 3:07